# Incarnatie
Incarnatie betekent letterlijk vleeswording en is afkomstig uit het Latijn: in- is in, -carn- van caro, carnis: vlees en atie van -atio: -ing. Het Latijnse werkwoord is incarnare (in het vlees komen); vergelijk Et incarnatus est uit het Credo.

## Betekenis
Het woord is via de christelijke theologie in ons spraakgebruik terechtgekomen. In theologisch spraakgebruik verwijst het naar de gebeurtenis dat God mens werd in Jezus Christus. God, die een geestelijk wezen is, heeft in de vorm van de mens Jezus van Nazareth een menselijke vorm aangenomen en is in hem volledig mens geworden. Behalve in de zonde.

## Theologie

### Westerse Kerk

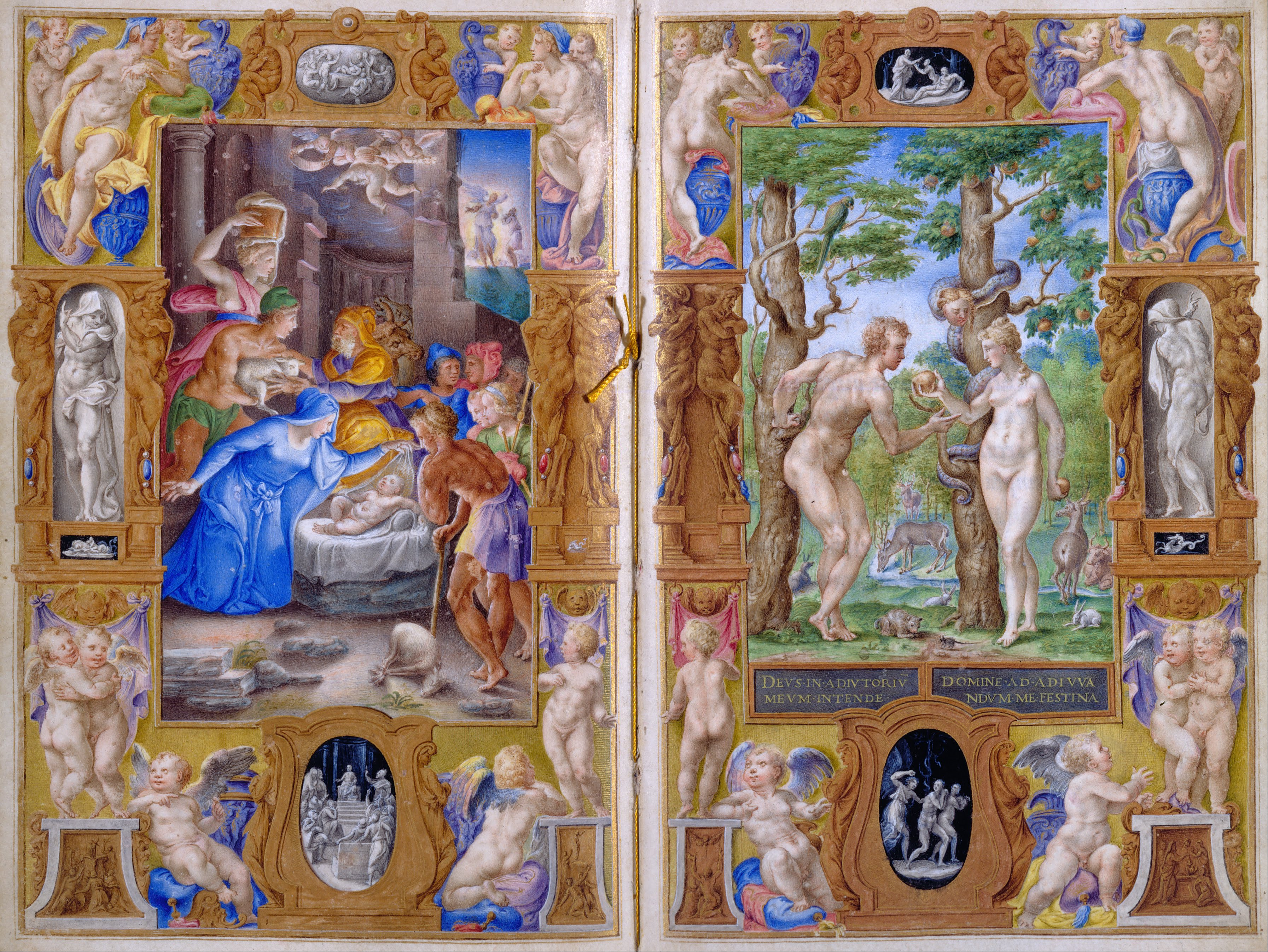
De Incarnatie (links) als verlossing van de Zondeval (rechts). Miniatuur van Giulio Clovio in het Farnese-getijdenboek (1540).

Kort geformuleerd komt de theologische betekenis van de incarnatie binnen het westerse christendom hierop neer: Voor de christelijke theologie is het belangrijk dat God mens geworden is. Deze menswording wordt ook wel aangeduid met het begrip kenosis. Dit woord betekent ontlediging, hiermee wordt aangeduid dat God een menselijke gestalte heeft aangenomen. 
Christenen geloven namelijk van oudsher dat Jezus aan het kruis stierf, en dat deed voor de zonden van de mensen. Op die manier werd God rechtgedaan, en werd de schuld van de mensheid aan God ingelost. Die schuld was zo groot dat geen mens hem zou kunnen inlossen omdat dit alleen gedaan kon worden door iemand die nog nooit gezondigd had. Daarom deed God dat zelf, in menselijke gestalte. Maar het was niet een schijnmens die aan het kruis stierf; het was een volledig, rechtvaardig mens. Als het immers een schijnmens was, dan zou God zich met een schijnmens verzoend hebben, zou het een één-tweetje tussen God en zichzelf geweest zijn, en zou de mens er niets aan hebben. De incarnatie wordt verder uitgewerkt in de christologie en soteriologie.

### Oosterse Kerk
In de orthodoxe Kerk heeft de incarnatie een andere betekenis gekregen. Het beschikt over minder kerkvaders afkomstig uit de Romeinse ambtenarij, waardoor het juridische denken in termen van "schuld" en "genoegdoening" minder aanwezig is, dan in het christendom in het West-Romeinse Rijk. Schuld en boete hebben de katholieke en vooral protestantse kerken veel dieper beïnvloed, dan de Oosterse Orthodoxie. Bovendien drong de Griekse filosofie, met name Aristoteles, veel minder door in het oosten en er werd in vergelijking met de katholieke kerk door de Oosterse Kerk nauwelijks op gereflecteerd. 
In het Oost-Romeinse Rijk werd de incarnatie ook gezien als het aannemen van een menselijke gestalte door God, maar dan minder nadruk op de verlossing van de zonde door het op zich nemen van een schuld. De orthodoxe kerk keek, en kijkt, vooral naar de opstanding. God heeft in Jezus menselijke gestalte aangenomen, en Jezus is na zijn dood opgenomen in het Goddelijke licht. Dat houdt een belofte in voor alle mensen. In de Oosterse Kerk werd vanaf het begin meer gehecht aan spirituele ervaringen, wonderen en "heelmaken". Dankzij Jezus' incarnatie en zijn trouw aan zijn goddelijke zending tot aan het kruis aan toe heeft Jezus de kloof die is ontstaan tussen men en God weer overbrugd en kan de mens deel krijgen aan het goddelijke leven. Dit deelkrijgen aan het goddelijke leven wordt in de oosterse kerken uitgedrukt met het woord theosis. Dit betekent overigens niet dat de mens "goddelijk" wordt; hij blijft gewoon mens, hij krijgt deel aan het goddelijk leven van de Drie-eenheid.
De incarnatietheologie was in de Oosterse kerk een belangrijke factor in de iconenstrijd. Als God immers een menselijke gestalte was geworden, had hij daarmee een beeld van zichzelf aan de wereld gegeven. Dat betekende ook dat mensen beelden van hem mochten maken; Hij had zelf materie aangenomen, dus met afbeeldingen van materie zou je Hem niet ontheiligen.

### Unitarisme
De Poolse Broeders van de 17e eeuw, zij de incarnatie van het woord als de incarnatie van het plan van God uitgelegd, een afstammeling van Abraham, en niet als de incarnatie van een persoon, hij, die bestond in de hemel, voor zijn geboorte.

## Overige religies
Met het beschrijven van andere religies is men het woord incarnatie gaan gebruiken voor het fenomeen 'god neemt mensenlichaam aan' in andere religies. De hindoeïstische vorm van incarnatie bijvoorbeeld is de avatar, de nederdaling. Krishna de wagenmenner was een nederdaling van de God Vishnoe.
Er zijn religies die in reïncarnatie geloven: het niet-lichamelijke wezen van de mens komt na het overlijden op een gegeven moment weer terug 'in het vlees', in een ander lichaam.